# Burning Down the House
Singles de Talking Heads
Life During Wartime
(live, 1982) This Must Be the Place (Naive Melody)
(1983)
Burning Down the House est une chanson du groupe américain Talking Heads extraite de leur cinquième album studio, Speaking in Tongues, paru le 1 juin 1983.
En juillet de la même année la chanson a été publiée en single. C'était le premier single tiré de cet album.
La chanson a atteint la 9e place aux États-Unis (dans le Billboard Hot 100).

## Classements hebdomadaires
| Classement (1983)                      | Meilleure place |
| -------------------------------------- | --------------- |
| États-Unis (Hot 100)                   | 9               |
| États-Unis (Mainstream Rock Tracks)    | 6               |
| Belgique (Flandre Ultratop 50 Singles) | 40              |
| Nouvelle-Zélande (RMNZ)                | 5               |